# Myślibórz
Myślibórz este un oraș în Polonia.